# الدرع الخيرية 2000
الدرع الخيرية 2000(بالإنجليزية: 2000 FA Charity Shield)‏ هي مباراة كرة قدم لتحديد بطل الدرع الخيرية المباراة لعبت في مدينة لندن بين مانشستر يونايتد وتشيلسي وانتهت بفوز تشلسي بهدفين مقابل لا شى.

## وصلات خارجية
- الموقع الرسمي